# Catalpol
Le catalpol est un composé chimique naturel appartenant à la classe des glycosides iridoïdes, des monoterpènes auxquels est attachée une molécule de glucose.

## Présence naturelle
Isolé pour la première fois en 1962, le catalpol a été nommé d'après les plantes du genre Catalpa desquelles il a été extrait. Plus tard, en 1969, on a constaté que le catalpol était présent en plus grandes quantités dans plusieurs plantes du genre Rehmannia (Orobanchaceae) et de plusieurs familles dont les Scrophulariaceae, les Lamiaceae (y compris le genre Scutellaria,), les Plantaginaceae (Plantago sp.) et les Bignoniaceae, qui font toutes partie de l'ordre des Lamiales.
Parce qu'ils se nourrissent de ces plantes, les papillons de l'espèce Euphydryas chalcedona contiennent de grandes quantités de catalpol, ce qui les rend peu appétissants pour les prédateurs et sert donc de mécanisme de défense.

## Voie de biosynthèse

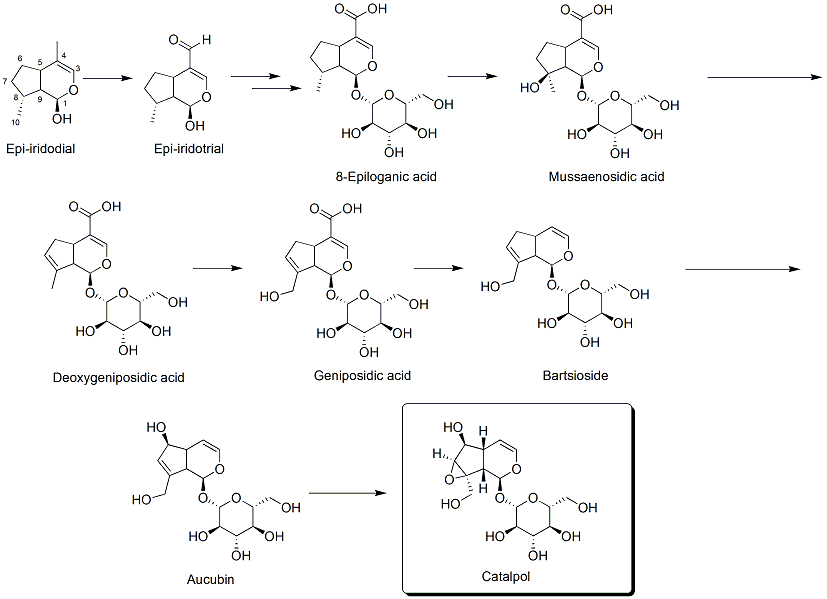
Biosynthèse du catalpol proposée par Jensen.

Bien qu'il ait été isolé pour la première fois dans les années 1960, la voie de biosynthèse du catalpol a été très peu étudiée. S. R. Jensen a décrit une voie de biosynthèse possible pour le catalpol. Les iridoïdes ayant une origine terpénoïde, le précurseur de l'épi-iridotrial, l'épi-iridodial, est dérivé du géraniol. L'ajout d'un glucose sur le carbone 1 (C1) du squelette iridoïde et l'oxydation de l'aldéhyde en C4 de l'épi-iridotrial produisent l'acide 8-épiloganique. Une hydrolyse ultérieure en C8 donne l'acide mussaenosidique, suivie d'une déshydratation pour donner l'acide désoxyngéniposidique. Le précurseur suivant, l'acide géniposidique, est fourni par l'hydrolyse de C10, puis une décarboxylation pour éliminer l'acide carboxylique en C4 permet d'obtenir le bartsioside. Le précurseur très connu et accepté du catalpol, l'aucubine, est ensuite obtenu par hydroxylation en C6. Enfin, une époxydation avec l'alcool en C10 permet d'obtenir le catalpol.